# Леотар, Франсуа
Франсуа́ Леота́р (фр. François Léotard; 26 марта 1942, Канны — 25 апреля 2023, Фрежюс) — французский государственный служащий и политик, член Союза за французскую демократию, министр обороны (1993—1995).

## Биография
Родился 26 марта 1942 года в Каннах в семье Андре Леотара (1907—1975). В 1977—1997 годах Франсуа являлся мэром Фрежюса (как и его отец ранее), с 1978 по 1997 год — депутат Национального собрания от департамента Вар, с 1984 года — генеральный секретарь Республиканской партии.
20 марта 1986 года получил портфель министра культуры и коммуникаций во втором правительстве Жака Ширака — первом так называемом «правительстве сосуществования» правого премьера с президентом-социалистом Миттераном. 10 мая 1988 года срок полномочий этого кабинета истёк.
30 марта 1993 года получил портфель государственного министра, министра обороны Франции в правительстве Эдуара Балладюра.
11 мая 1995 года правительство ушло в отставку после победы Жака Ширака на президентских выборах, и 18 мая новым министром обороны в правительстве Жюппе стал Шарль Мийон.
31 марта 1996 года Леотар при поддержке Франсуа Байру был избран председателем Союза за французскую демократию, хотя бывший президент Валери Жискар д’Эстен поддерживал кандидатуру Алена Мадлена (16 сентября 1998 года председателем СФД был избран уже сам Байру).
Умер 25 апреля 2023 года в возрасте 81 года во Фрежюсе.

### «Афера Карачи»
В 2019 году Леотар был привлечён в качестве подсудимого к процессу в Суде Республики на предмет законности финансирования президентской кампании Эдуара Балладюра в 1995 году. В 1994 году правительство Балладюра заключило крупные оборонные контракты на три подводных лодки для Пакистана и два фрегата для Саудовской Аравии, но после прихода к власти президента Жака Ширака была приостановлена выплата комиссионных чиновникам в этих странах ввиду подозрений об уплате теми «откатов» французским контрагентам. Эта мера по одной из версий привела в 2002 году к теракту в Карачи, унёсшем жизни 11 французов — сотрудников судостроительной компании DCNS.
4 марта 2021 года Суд Республики оправдал Балладюра и приговорил Леотара к двум годам заключения условно и к штрафу 100 тыс. евро за соучастие в «злоупотреблении общественной собственностью».

## Семья
Франсуа Леотар — младший брат актёра Филиппа Леотара (1940—2001).

## Книги
- À mots découverts : conversations, 1987
- Culture : les chemins de printemps, éd. Albin Michel, 1988
- Pendant la crise le spectacle continue, éd. Belfond, 1989
- Adresse au président des républiques françaises, éd. Quai Voltaire, 1991
- Place de la République, éd. Laffont, 1992
- Ma liberté, éd. Plon, 1995
- Pour l’honneur, éd. Bernard Grasset, 1997
- Je vous hais tous avec douceur, éd. Bernard Grasset, 2000
- Paroles d’immortels, éd. Ramsay, 2001
- La couleur des femmes (roman), éd. Bernard Grasset, 2002
- À mon frère qui n’est pas mort, éd. Bernard Grasset, 2003 ISBN 2-246 644-01-1
- La vie mélancolique des méduses, éd. Grasset, 2005
- Le silence (roman), éd. Grasset, 2007 (Prix Jackie-Bouquin[фр.])
- Ça va mal finir, éd. Grasset, 2008 ISBN 9782246737919
- La nuit de Kahina (roman), éd. Grasset, 2010 ISBN 9782246761914
- Habitare secum (essai), éd. Sudarenes, 2011
- Attention à la fermeture des portes, éd. L’Inventaire, 2017
- Petits éloges pour survivre par temps de brouillard, avec Milan Kundéra (illustrations), éd. L’inventaire, 2018